# Auxolophotis ioxanthias
Auxolophotis ioxanthias là một loài bướm đêm trong họ Crambidae.